# Спинелли, Джузеппе
Джузеппе Спинелли (итал. Giuseppe Spinelli; 1 февраля 1694, Неаполь, Неаполитанское королевство — 12 апреля 1763, Рим, Папская область) — итальянский куриальный кардинал, папский дипломат и доктор обоих прав. Титулярный архиепископ Коринфа с 5 сентября 1725 по 15 декабря 1734. Апостольский нунций во Фландрии с 6 сентября 1725 по 1731. Секретарь Священной Конгрегации по делам епископов и монашествующих с 17 мая 1731 по 15 декабря 1734. Архиепископ Неаполя с 15 декабря 1734 по 8 февраля 1754. Префект Священной Конгрегации Пропаганды Веры с 11 сентября 1756 по 12 апреля 1763. Вице-декан Священной Коллегии кардиналов с 13 июля 1759 по 13 июля 1761. Декан Священной Коллегии кардиналов и Префект Священной конгрегации церемониала с 13 июля 1761 по 12 апреля 1763. Кардинал-священник с 17 января 1735, с титулом церкви Санта-Пуденциана с 14 марта 1735 по 25 сентября 1752. Кардинал-священник с титулом церкви Санта-Мария-ин-Трастевере с 25 сентября 1752 по 9 апреля 1753. Кардинал-епископ Палестрины с 9 апреля 1753 по 13 июля 1759. Кардинал-епископ Порто и Санта-Руфина с 13 июля 1759 по 13 июля 1761. Кардинал-епископ Остии и Веллетри с 13 июля 1761 по 12 апреля 1763.